# EnOcean

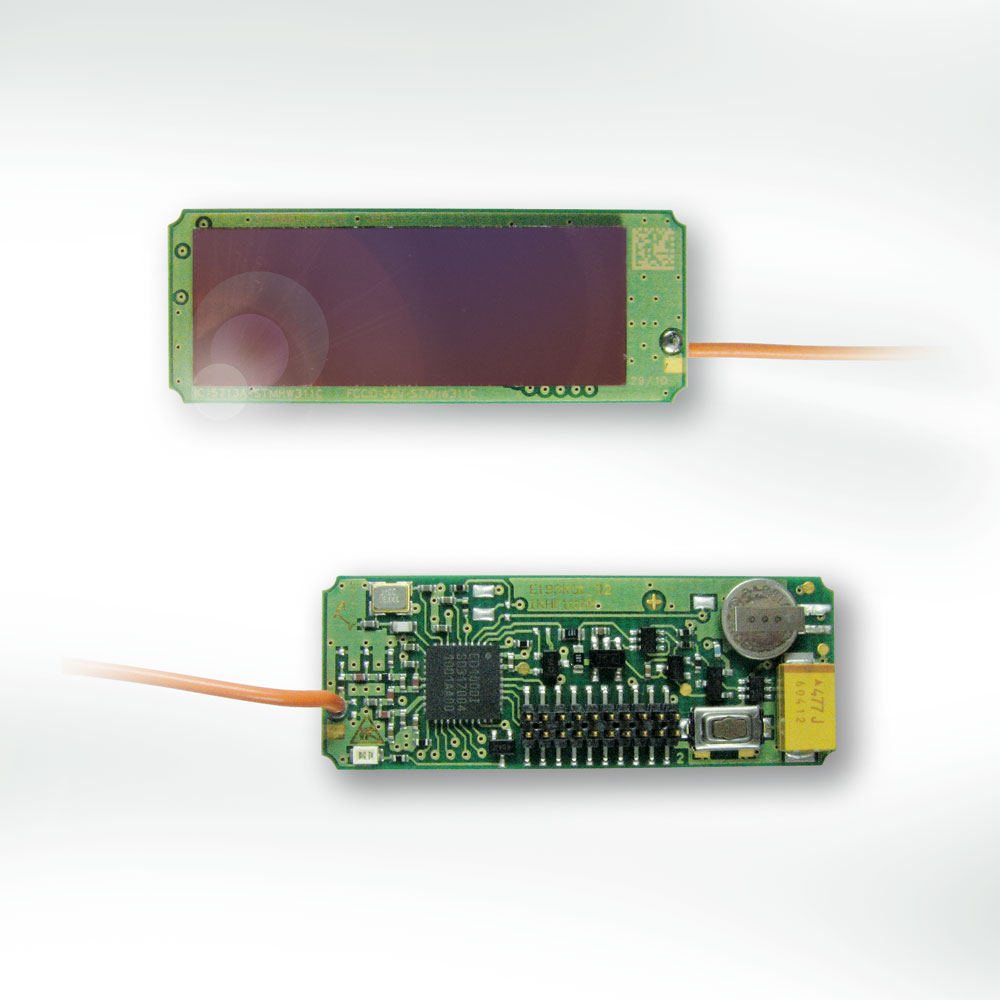
태양 에너지 하베스팅을 위한 실내 조명 변환기

EnOcean 기술은 주로 건물 자동화 시스템뿐만 아니라 산업, 운송, 물류 등 다른 응용 분야에서도 사용되는 에너지 하베스팅 무선 기술이다. 에너지 수확 무선 모듈은 뮌헨 근처 오버하칭에 본사를 둔 EnOcean 회사에서 제조 및 판매한다. 이 모듈은 마이크로 에너지 변환기와 초저전력 전자 장치 및 무선 통신을 결합하여 배터리 없는 무선 센서, 스위치 및 제어를 가능하게 한다.
2012년 3월, EnOcean 무선 표준은 초저전력 소비 및 에너지 하베스팅 기능을 갖춘 무선 솔루션에 최적화된 국제 표준 ISO/IEC 14543-3-10으로 비준되었다. 이 표준은 물리적, 데이터 링크 및 네트워킹 계층인 OSI(Open Systems Interconnection) 계층 1-3을 다룬다. EnOcean은 EnOcean Alliance 프레임워크 내에서 특허 기능에 대한 기술과 라이선스를 제공하고 있다.

## 같이 보기
- IEEE 802.15.4
- 직비
- Z-Wave